# William Stryker
William Stryker è un personaggio dei fumetti creato da Chris Claremont (testi) e Brent Anderson (disegni), pubblicato dalla Marvel Comics. Apparso per la prima volta sulle pagine della graphic novel X-Men: God Loves, Man Kills (1982), Stryker nella sua veste di reverendo, rappresenta l'intolleranza e la minaccia religiosa, in questo caso cristiana, all'esistenza del genere mutante.
Stryker si è posizionato settantesimo nella classifica dei più grandi villian della storia dei fumetti.

## Biografia del personaggio

### Dio ama, l'Uomo uccide
Fondamentalista, fanatico e predicatore televisivo William Stryker è un personaggio caratterizzato da un profondo odio per tutto il genere mutante, tanto da essersi spinto fino al massacro di una parte di esso, ed alla modificazione, tramite il progetto Arma X, delle caratteristiche genetiche e fisiche di alcuni di essi. Convinto che dietro la nascita di ogni mutante ci sia l'ombra di Satana, giunse fino all'omicidio della moglie e del figlio ancora infante pur di risparmiargli una vita segnata dal male. Grazie a una serie di prove di fede a cui fu sottoposto durante l'arco della sua vita, si convinse che Dio gli avesse mandato proprio quel figlio per spingerlo ad adempiere al suo fine ultimo, vale a dire il genocidio completo della popolazione mutante su scala mondiale.
Ormai convinto di questo suo nuovo progetto di fede, Stryker divenne un popolare predicatore televisivo, nascondendo dietro questa sua facciata l'assembramento di un corpo armato, i Purificatori, con il compito di eliminare la minaccia mutante. Venuto a sapere che il noto Charles Xavier apparteneva a quelli che ormai definiva figli di Satana, lo catturò, manipolò e rivolse contro i suoi stessi X-Men che, nella speranza di salvarlo, unirono le forze con Magneto. Quando la situazione divenne pericolosamente tragica e i suoi crimini noti al pubblico, Stryker cercò di salvarsi uccidendo in diretta la giovane Shadowcat, ma un poliziotto presente alla conferenza al Madison Square Garden, compresa la gravità e crudeltà delle sue azioni gli sparò, fermandolo.

### Dio ama, l'Uomo uccide II
Tornato in scena sulle pagine di X-Treme X-Men, Stryker viene salvato prima di ritornare alla prigione dalla quale era stato trasferito giusto il tempo di dare l'ultima benedizione ad un condannato a morte. Infiltratasi sull'aereo, Lady Deathstrike riesce a liberare il suo amante e a far ricadere la colpa sugli X-Men e, raggiunta una località segreta, i due mettono a punto un piano per rapire Shadowcat e il gruppo di mutanti guidato da Tempesta. Presa la giovane, Stryker raggiunge la località di Mount Heaven dove apparentemente mutanti e umani coesistono pacificamente, solo per scoprire che il tutto è un inganno architettato da una intelligenza artificiale. Convinto da Kitty, Stryker decide di sacrificare se stesso per fermare l'intelligenza artificiale, e fondendosi con essa la intrappola all'interno di un bozzolo cibernetico.

### New X-Men
Tornato nuovamente in scena durante la decimazione, evento seguente alla maxisaga House of M, Stryker s'è posto al comando di un nuovo gruppo di Purificatori. Aiutati dai dati provenienti dalla sentinella del futuro Nimrod, organizzano l'attentato al bus di studenti depotenziati proprio mentre questi stanno lasciando l'istituto. Tempo dopo, irrompe all'interno della struttura e comincia ad eliminare i giovani mutanti superstiti, prima fra tutti Wallflower, vittima del purificatore Matthew Risman. Durante l'assalto, viene in ultimo ucciso da Elixir.
Recentemente, sulle pagine di X-Force, Stryker è risorto grazie all'operato di Bastion.

## Altre versioni

### Ultimate
In questa realtà alternativa, Stryker è un membro dell'esercito degli Stati Uniti, responsabile della creazione del virus Legacy.

## Altri media

### Cinema
Stryker compare nella serie di film X-Men, nella quale viene interpretato da Brian Cox, Danny Huston e Josh Helman: in ciascuna di queste interpretazioni viene delineato come un deciso persecutore della razza dei mutanti, tuttavia in tale versione non è un predicatore ma uno scienziato militare. Inoltre è l'artefice del progetto Arma X e nemico giurato di Wolverine. Compare in:
- X-Men 2 (X2, 2003)[2]
- X-Men le origini - Wolverine (X-Men Origins: Wolverine, 2009)[3]
- X-Men - Giorni di un futuro passato (X-Men: Days of Future Past, 2014)[4]
- X-Men - Apocalisse (X-Men: Apocalypse, 2016)[5]

### Televisione
William Striker compare in X-Men '97 doppiato da J. P. Karliak.

### Videogiochi
William Striker compare in:
- X-Men 2: Battle
- X-Men le origini - Wolverine
- Marvel Heroes